# Où es-tu ? (série télévisée)
Pour les articles homonymes, voir Où es-tu ? (homonymie).
Où es-tu ? est une mini-série française en quatre épisodes de 52 minutes réalisée par Miguel Courtois Paternina, d'après le roman éponyme de Marc Levy, et diffusée les 7 juin et 14 juin 2008 sur M6.

## Synopsis
Philippe et Suzanne s'aiment depuis qu'ils sont enfants. Ils se sont promis de s'aimer toujours, quel que soit leur destin. Une fois le bac en poche, Philippe commence des études d'art et Suzanne signe un contrat de deux ans. Arrivée au bout de son contrat, elle annonce pourtant à son amant qu'elle ne rentre pas s'installer en France. Ils ne se parleront alors plus que par lettre et ne se reverront qu'entre deux avions.
Philippe rencontre Marie, une journaliste, et écrit à Suzanne qu'il pense l'épouser, sauf si elle choisit de rentrer en France. Elle refuse mais accepte à sa demande de venir assister au mariage, mariage qu'elle quittera en pleurs sans même qu'il l'ait vu. Les années passent. Philippe et Marie ont parents d'un petit garçon. Arrive alors Lisa, la fille de Suzanne, déclarée disparue dans un ouragan et qui par testament confie la garde de l'enfant à Philippe...

## Fiche technique
- Titre : Où es-tu ?
- Réalisation : Miguel Courtois Paternina
- Scénario : Franck Philippon, d'après le roman de Marc Lévy
- Musique : Nicolas Neidhardt
- Production : Philippe Abitbol, Catherine Camborde
- Sociétés de production : M6, RTL-TVI, Mai-Juin Productions
- Sociétés de distribution :
- Pays d'origine :  France
- Langue originale : français
- Diffusion : 7 juin 2008 - 14 juin 2008
- Format : couleur
- Genre : Série policière, Drame
- Durée : 52 minutes

## Distribution
- Cristiana Reali : Marie
- Philippe Bas : Philippe
- Elsa Lunghini : Suzanne
- Brian Elgomez : Juan
- Marc Lévy : Mathieu
- Bernard Le Coq : le prêtre
- Christian Charmetant : le serveur de l'aéroport
- Maxime Leroux : professeur Hébert
- Mendel Coppens : Philippe adolescent
- Alice David : Lisa adolescente
- Sarah Dorn : Suzanne enfant
- Caroline Guerin : Suzanne adolescente
- Tom Invernizzi : Philippe enfant
- Johanna Lemaitre : Lisa enfant
- Pauline Lévêque : Sandra
- Paula Sanchez : Lucia
- Smadi Wolfman : Jeanne

## Accueil
Les épisodes du 7 juin ont été vus par 1,8 million de téléspectateurs, alors que ceux du 14 juin ont été vus par 1,9 million de téléspectateurs pour le premier épisode (9.8 % de pda), et 1,8 million (9,7 % de pda) pour le deuxième.